# Abendanzug
Abendanzug (Originaltitel: Tenue de soirée) ist ein französischer Spielfilm aus dem Jahr 1986. Regie führte Bertrand Blier.

## Handlung
Der bisexuelle Einbrecher Bob macht die Bekanntschaft des Pärchens Monique und Antoine. Monique verliebt sich in Bob, dieser ist jedoch von dem schüchternen Antoine fasziniert. Zu dritt steigen sie in fremde Villen ein. Dabei verliebt sich der kräftige Bob in den zarten Antoine und erobert ihn mit kerniger Anmache über sein eigenes bestes Stück, das er ihm schmackhaft macht: „Wenn er schläft, ist er eine Granate, wenn er steht, ein Torpedo“. Monique freut es, denn nun weiß auch Antoine, wie es ist, „wenn man hinhalten muss“. 
Als Monique immer am Fußende schlafen muss, weil Bob seinen Antoine beglückt, will sie revoltieren. Bob verkauft Monique an den Zuhälter Pedro. Doch da Pedro auch einen jungen Stricher mit riesigem Schwanz hat, verknallt Bob sich in diesen. Nun wird Antoine eifersüchtig und verjagt den Stricher mit dem Messer. In einem Epilog sind Bob, Antoine und Monique wieder vereint und träumen von einem gemeinsamen Kind.

## Kritiken
Das Lexikon des internationalen Films urteilte: „Eine brillant gespielte und wirkungsvoll inszenierte Komödie, die grelle Schlaglichter auf Gesellschaft und zwischenmenschliche Machtstrukturen wirft; mit ordinären und obszönen Dialogen und ‚Schocks‘ strahlt der Film jedoch genau jene Kälte aus, die er anzuprangern vorgibt.“
Prisma beschreibt den Film als „tiefschürfende, unterhaltende Komödie über Liebe, Sex und Aufrichtigkeit. Die schauspielerischen Glanzleistungen von Gérard Depardieu, Michel Blanc, der für seine Rolle bei den Filmfestspielen von Venedig als bester Darsteller ausgezeichnet wurde, und Miou-Miou machen die Erotikkomödie zum Lustspiel der Sinnesfreude. Auch wenn die Dialoge zuweilen etwas derb und die gezeigten Szenen oft auch schockierend sind, bleibt Der Abendanzug ein, (sic!) mit leichter Regiehand geführtes Film-Highlight mit der passenden Musik von Serge Gainsbourg.“

## Auszeichnungen
Abendanzug wurde 1986 bei den Internationalen Filmfestspielen von Cannes gezeigt. Michel Blanc erhielt (zusammen mit Bob Hoskins in Mona Lisa) den Preis als bester Darsteller. Bei der Verleihung des César 1987 war der Film zwar für zahlreiche Kategorien nominiert – Bester Film, Beste Regie und Bestes Drehbuch (Bertrand Blier), Bester Hauptdarsteller (Michel Blanc), Beste Hauptdarstellerin (Miou-Miou), Beste Filmmusik (Serge Gainsbourg), Bester Ton (Dominique Hennequin und Bernard Bats) sowie Bester Schnitt (Claudine Merlin) – konnte aber keine dieser Auszeichnungen gewinnen.

## Synchronisation
Die deutsche Synchronfassung entstand bei der Interopa Film GmbH, Berlin.
| Rolle                   | Darsteller             | Synchronsprecher       |
| ----------------------- | ---------------------- | ---------------------- |
| Bob                     | Gérard Depardieu       | Manfred Lehmann        |
| Antoine                 | Michel Blanc           | Uwe Paulsen            |
| Monique                 | Miou-Miou              | Dagmar Biener          |
| Pedro                   | Michel Creton          | Michael Christian      |
| Ehemann in Haus 3       | Jean-François Stévenin | Joachim Kerzel         |
| Frau des reichen Mannes | Caroline Sihol         | Liane Rudolph          |
| Kunstsammler            | Bruno Cremer           | Wolfgang Völz          |
| depressiver Reicher     | Jean-Pierre Marielle   | Friedrich Schoenfelder |